# Onesia assimilis
Onesia assimilis är en tvåvingeart som först beskrevs av Malloch 1927.  Onesia assimilis ingår i släktet Onesia och familjen spyflugor. Inga underarter finns listade i Catalogue of Life.